# Frederick Ransome
Frederick Ransome, britanski izumitelj in industrialec, * 1818, † 19. april 1893
Ransome je znan kot izumitelj umetnega kamna, ki ga je patentiral leta 1844, njegov ekonomsko najpomembnejši izum pa je patent cementne rotacijske peči leta 1856.

## Življenje
Frederick se je rodil Jamesu Ransomu, članu Ransomes, Sims & Jefferies, velikega družinskega podjetja, ki se je ukvarjalo s proizvodnjo jekla ter kmetijske mehanizacije v Ipswichu.
Ransome je leta 1848 postal član Inštituta za gradbeništvo. 19. aprila 1893 je umrl v East Dulwichu, pokopan je na pokopališču West Norwood. Njegov sin Ernest L. Ransome, rojen leta 1844, se je preselil v Združene države Amerike in postal pomemben izumitelj na področju razvoja armiranega betona.

## Delo
Leta 1844 je Frederick patentiral postopek za izdelavo umetnega peščenjaka, v katerem je pesek in uprašen kremen raztopil v bazični raztopini. S segrevanjem so se kremenčevi delci sprijeli, zato je zmes lahko vlival ter oblikoval. Ker je zmes imela enake lastnosti kot naravni kamen, se je uporabljala v okrasne namene za izdelavo vaz, nagrobnikov, okrasnih arhitekturnih elementov ter brusnih kamnov. Proizvodi podjetja so danes umeščeni v poslopja brightonskega akvarija, londonskega pristanišča, bolnišnice sv. Tomaža, Whitehalla, univerze v Kalkuti ter več drugih indijskih stavb. Podjetje je proizvajalo tudi tlakovce ter nagrobnike. Da bi umetni kamen proizvajal v industrijskih količinah, je leta 1852 ustanovil Patent Siliceous Stone Company, ki je imela več vplivnih družabnikov (npr. Charles Darwin). Ransome je leta 1865 ustanovil še podjetje Patent Concrete Stone Company. Proizvajanje umetnega kamna se je umaknilo bolj priljubljeni proizvodnji portlandskega cementa, saj je bil ta lahko vlit na mestu samem. Leta 1866 je proizvodnjo umetnega kamna preselil v Blackwall Lane v Greenwichu, nov proizvodni obrat pa je bil povezan s tramvajem do pomola na reki Temzi.
Gospodarsko najpomembnejši izum je bil izum cementne rotacijske peči. Čeprav njegove različice niso bile komercialno uspešne, pa so služile kot podlaga za več uspešnih različic peči v Združenih državah Amerike.